# 大山鋼索線
大山鋼索線（日语：／ Ōyama kōsaku sen */?）是大山觀光電鐵擁有的鋼索鐵路。路線連接神奈川縣伊勢原市的大山鋼索站至阿夫利神社站。鋼索也稱為大山纜車。
路線從丹澤山地登上大山，連接山上的大山阿夫利神社，方便參拜客，以及前往大山、矢柜峠方向的行山客。

## 路線數據
- 路線距離（營業距離）：0.8公里[3][1][4][5]
- 軌距：1067毫米[1][4][5]
- 車站數目：3個（包括起終點站）
- 高低差：278米[6]

## 歷史
在江戶時代起平民都會信奉「大山講」，平民們都會前往大山阿夫利神社，為了方便乘客前往該處而建設鋼索鐵路。最後鐵路在1931年啟用，在1944年前由大山鋼索鐵道營業。在戰後1965年由大山觀光電鐵營業。在戰時中由於成為不要不急路線而暫停營業，同時為最後重開的路線。
- 1927年（昭和2年）9月22日 - 大山鋼索鐵道的發起人申請於大山町地內建設1英里 (1.6公里) 的鐵路並得到許可[8]。
- 1928年（昭和3年）9月 - 大山鋼索鐵道成立。總部位於東京市麴町區丸之内[9]。
- 1931年（昭和6年）8月1日 - 大山鋼索鐵道 追分 - 不動尊 - 下社之間 全長0.7公里路段開通[10]。
- 1937年（昭和12年）9月14日 - 大山町內下社至山頂之間由於在限期未完成工程，因此取消了許可[11]。
- 1944年（昭和19年）2月5日[5][12] 由於成為不要不急線，因此追分至下社之間廢止[1]。
- 1950年（昭和25年）7月21日[4][1] - 大山觀光成立[13][1]。
- 1951年（昭和26年）2月19日[4] - 大山觀光追分至下社之間獲得地方鐵路建設許可[7]。
- 1953年（昭和28年）8月 - 公司名改為大山觀光電鐵[1]。
- 1965年（昭和40年）7月11日 - 大山觀光電鐵 追分至下社之間開通，全長0.8公里[4][5][13]。
- 1977年（昭和52年）3月13日 - 一架車輛急停，造成12名乘客和車長受傷[14]。
- 2008年（平成20年）10月1日 - 追分站改名為大山鋼索站，不動前站改名為大山寺站，下社站改名為阿夫利神社站[15]。
- 2012年（平成24年）
  - 1月18日 - 車輛發生故障，首班車起全線暫停服務となる[16]。
  - 2月2日 - 全線重開[16]。
- 2015年（平成27年）
  - 5月17日 - 戰後再次營業的客車「丹澤」號、「大山」號結束行走[3][17]。
  - 5月18日 - 當日至同年9月30日之間，進行車輛、路軌、枕木、電氣設備等進行大規模翻新工程，在此期間暫停服務[18]。
  - 10月1日 - 新型車輛開始行走[19][20]。

## 運行形態
班次每20分鐘一班。在多客時期會增加班次和延長營業時間。大山鋼索至阿夫利神社之間的乘車時間為6分鐘。

## 車輛

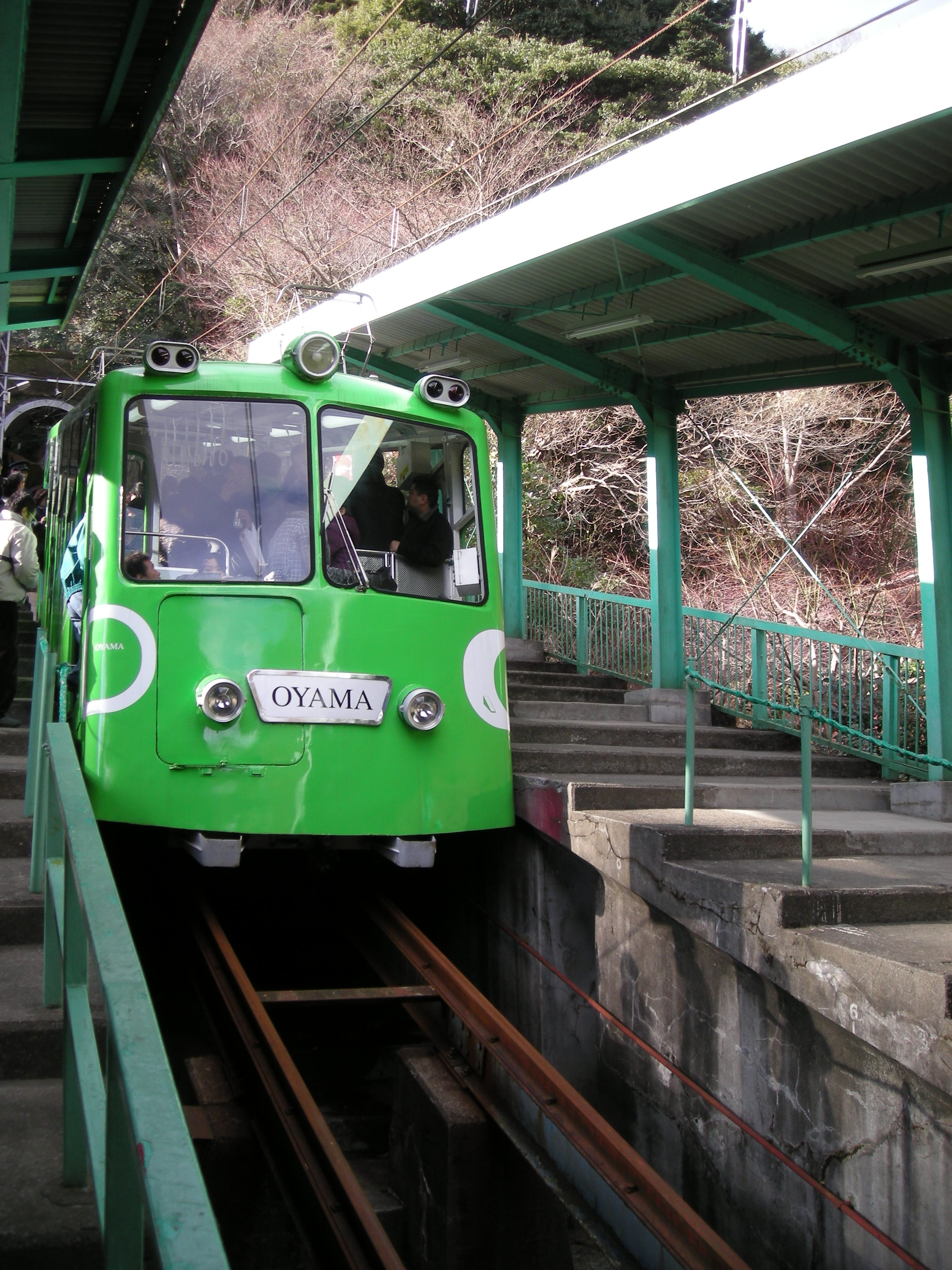
在2015年前行走的大山鋼索鐵路「大山」號（2008年7月）

在2015年（平成27年）前，曾經有兩輛行走大山鋼索線約50年間的車輛「丹澤」號和「大山」號。在2005年（平成17年）10月，車身最後一次更換塗裝。隨著車輛老化與需要替換設備，鐵路服務在2015年5月17日起暫停。「丹澤」號車身遷移至千葉縣夷隅市的「波波之丘」保存展示。
在2015年10月1日，新製的車輛開始投入服務。車輛設計由曾經設計小田急浪漫特快VSE、MSE和箱根登山鐵道阿萊格拉號的岡部憲明建築網絡負責。車輛由小田急工程、川崎重工業和大阪車輛工業製造。車身顏色主要是亮綠色，配以1號車的金色，2號車的銀色之車頭點綴。「捕捉小山獨特景色和風景的展望車輛」作為概念，於車輛面向山下一方設置了展望席。車頭設有大型曲面玻璃。車內照明和廣播裝置使用鋰離子充電池。車輛會在站內使用剛性架空電纜充電，為了景觀，因此把架空電纜撤走。
但是，在2016年5月至6月發生新型車輛機器故障而暫停服務。當時由於箱根空中纜車全線重開，觀光客由大山轉移至箱根，直至2017年5月19日前，2016年度的乘客數目為44萬人，比2014年度的人次少29000人。

## 車站列表
- 所有車站位於神奈川縣伊勢原市
- 軌道…◇：可進行列車交會、｜：不可列車交會

| 中文站名   | 日文站名     | 英文站名     | 站間距離 | 營業距離 | 軌道 | 位置                                                  |
| ---------- | ------------ | ------------ | -------- | -------- | ---- | ----------------------------------------------------- |
| 大山鋼索   | 大山ケーブル | Ōyama kēburu | -        | 0.0      | ｜   | 35°25′40.5″N 139°14′40″E / 35.427917°N 139.24444°E    |
| 大山寺     | 大山寺       | Ōyamadera    | 0.4      | 0.4      | ◇    | 35°25′46.5″N 139°14′27.5″E / 35.429583°N 139.240972°E |
| 阿夫利神社 | 阿夫利神社   | Afurijinja   | 0.4      | 0.8      | ｜   | 35°25′53.5″N 139°14′16.5″E / 35.431528°N 139.237917°E |

- 大山寺站為無人車站，其實2站為有人車站。

### 大山鋼索站
此站設有2面1線的港灣式月台。車站位於海拔400米。在2008年9月30日前名為追分站（日语：／）。此站曾經設有計劃連接山麓方向的大山登山鐵道，在1961年曾經申請建設該路線。

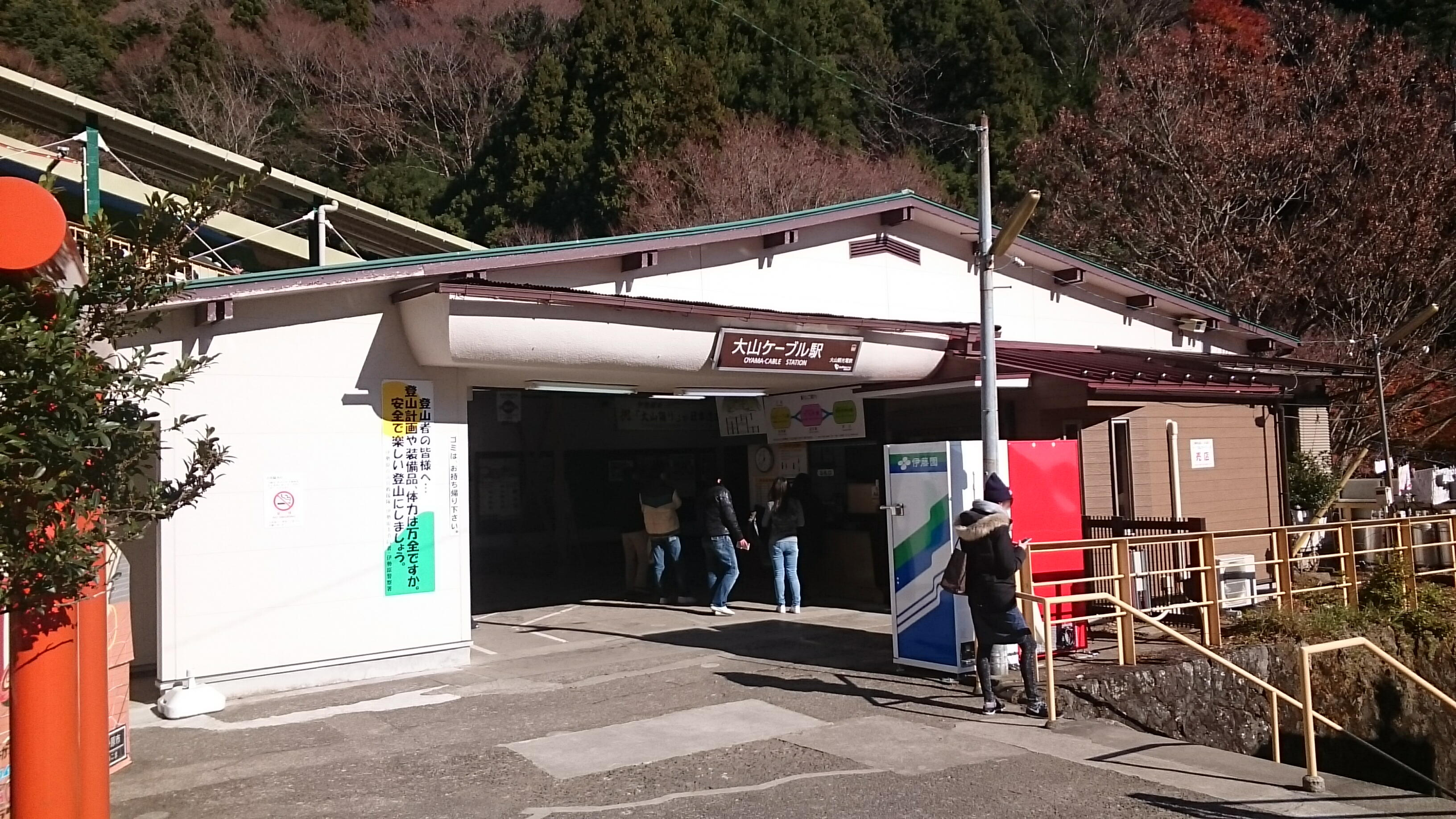
大山鋼索站（2017年12月）
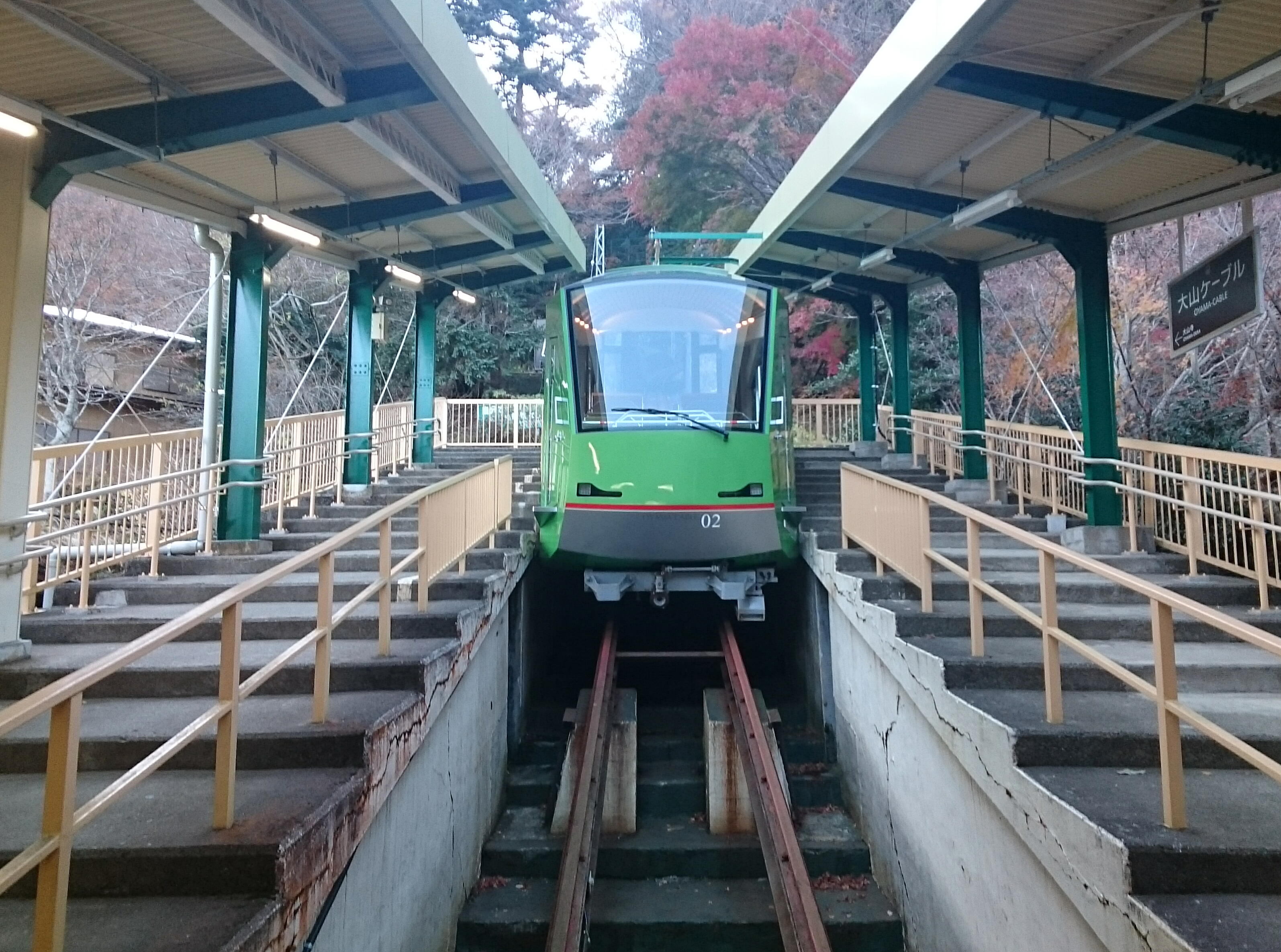
月台（2017年12月）
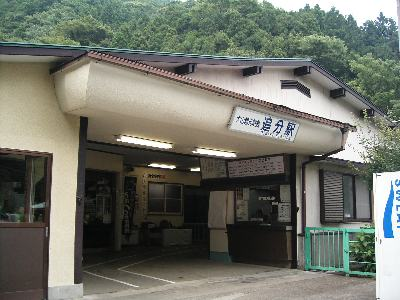
大山鋼索站（改名前，2005年7月）

### 大山寺
最近大山寺的車站。此站設有2面2線的相對式月台。車站位於海拔512米。1號月台與2號月台之間設有跨線橋連接。此站可進行列車交會。車輛固定使用一座月台，因此各月台可前往山下或山下。此站是日本現存鋼索線中，唯一設有列車交會的車站。在2008年9月30日前名為不動前站（日语：／）。

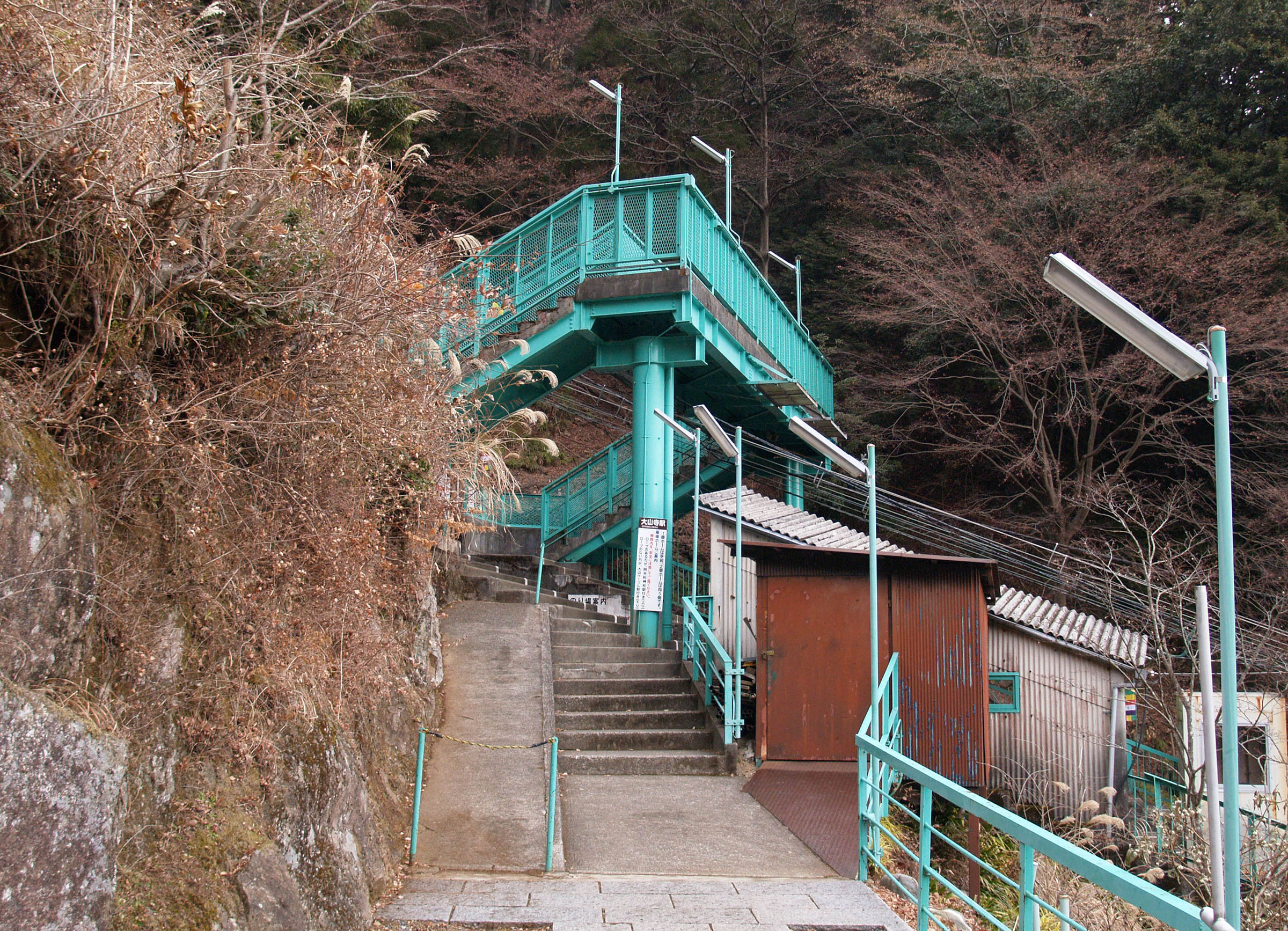
大山寺站入口
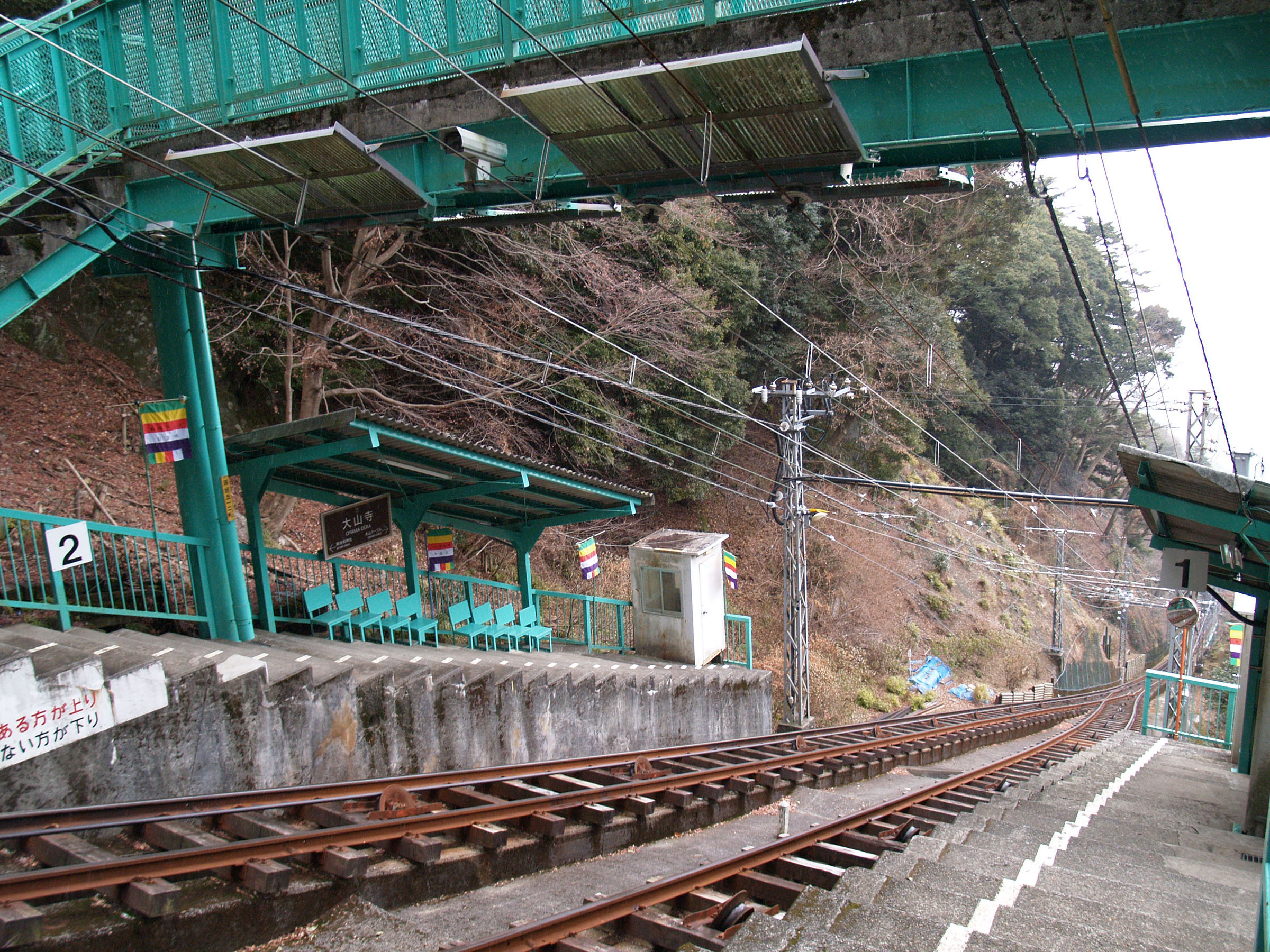
月台

### 阿夫利神社
最近大山阿夫利神社（下社）的車站。此站設有1面1線的單式月台。車站位於海拔678米。在2008年9月30日前名為下社站（日语：／）。此站曾經設有連接大山的山頂之計劃，後來在1937年建設路線的許可失效了。

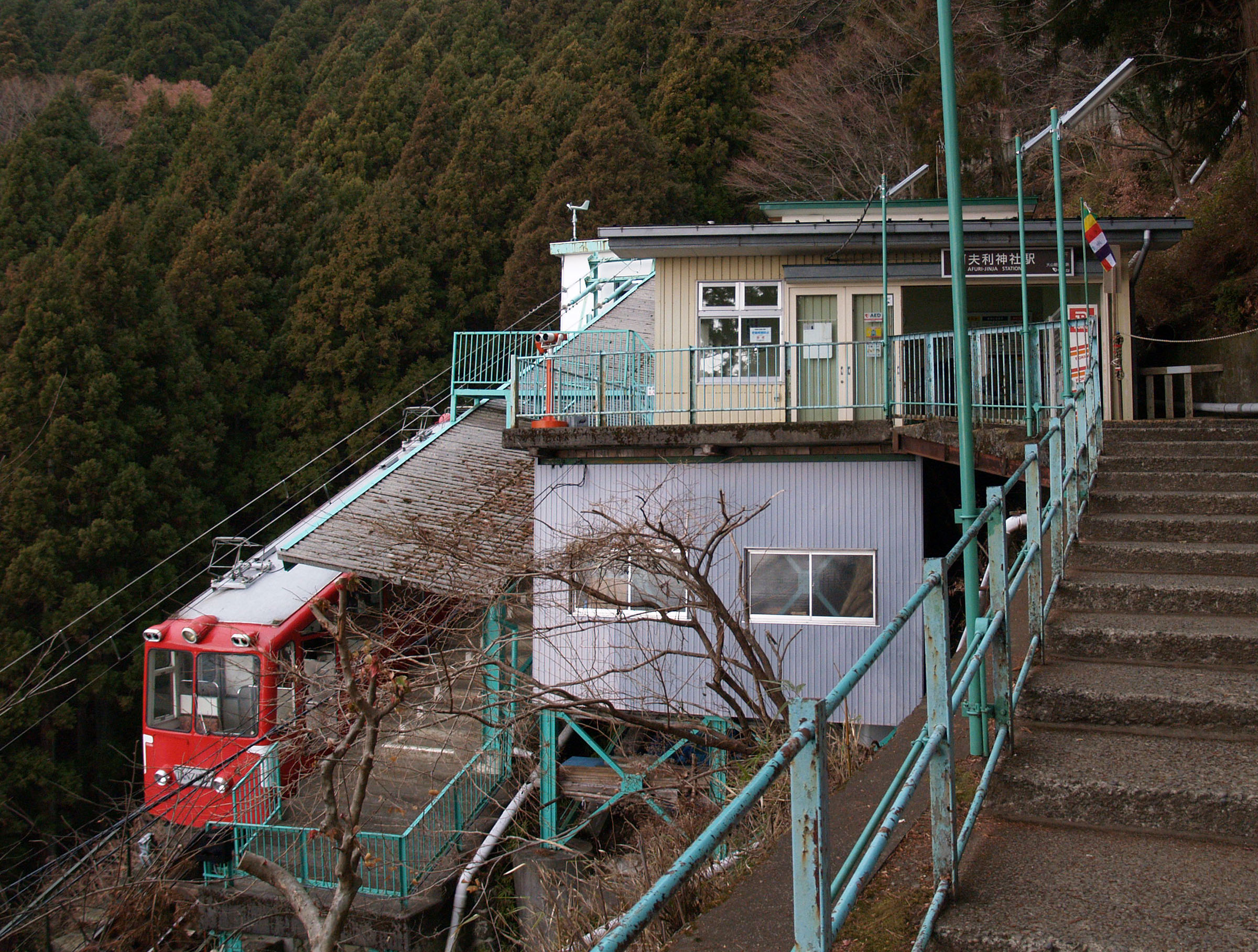
阿夫利神社站（2012年1月）
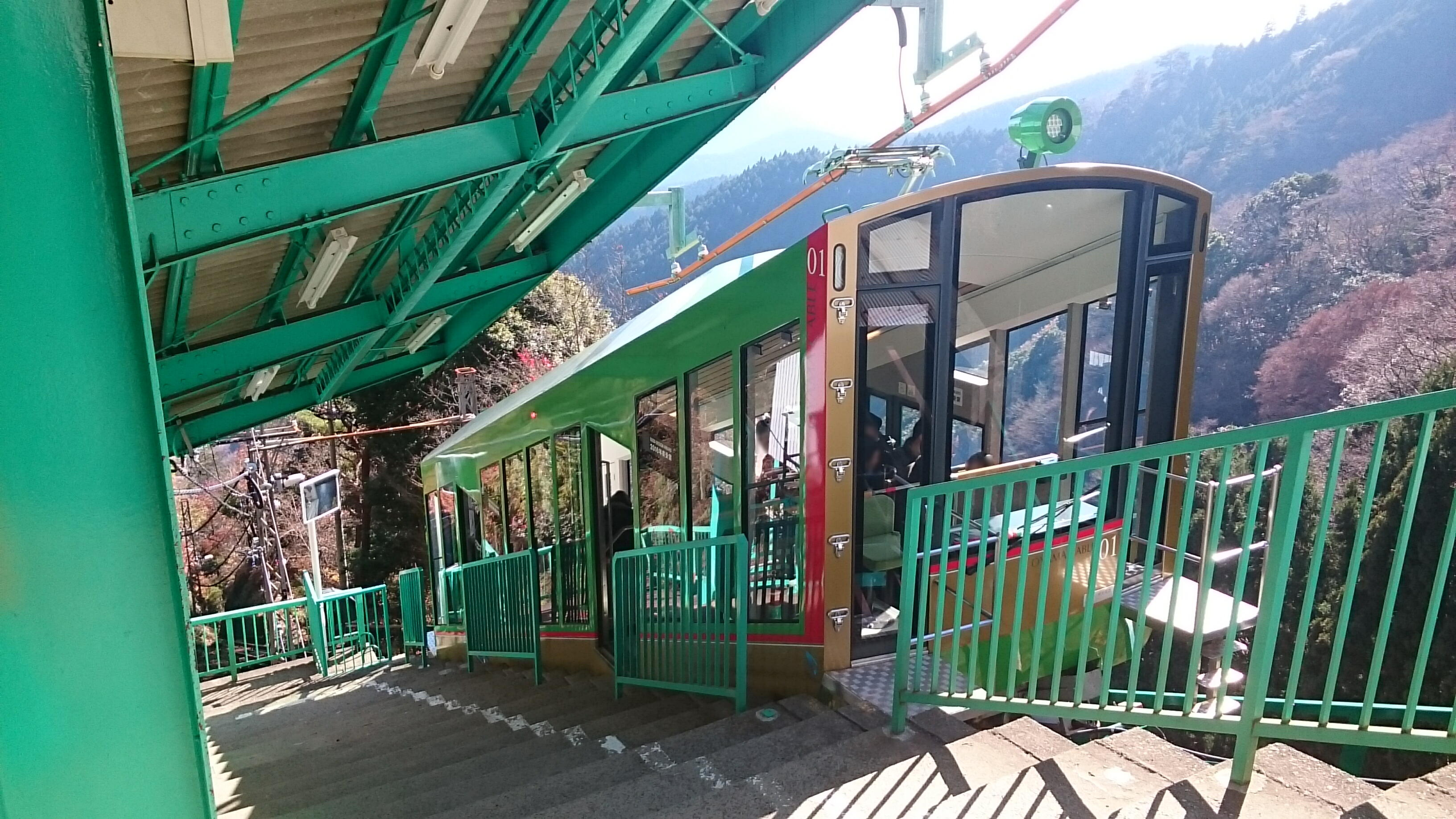
月台（2017年12月）
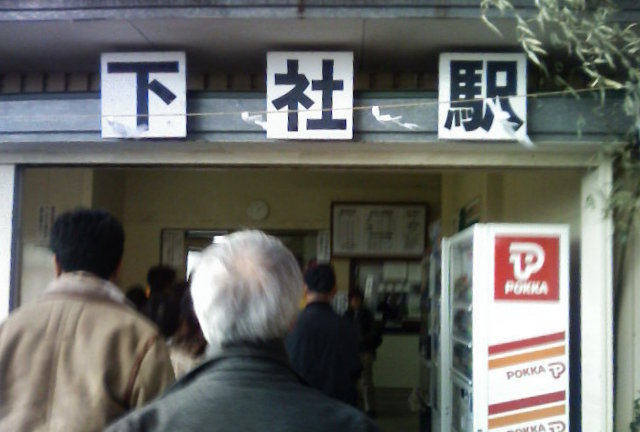
車站大樓入口（改名前，2008年1月）

## 連接路線
從小田急小田原線伊勢原站可乘坐神奈川中央交通巴士路線（伊10系統），乘坐25分鐘後於終站「大山鋼索」站下車，然後步行15分鐘（約600米）便可到達大山鋼索站。巴士站至大山觀光電鐵大山鋼索站之間的道路稱為參道，該處一直都是向上行走的樓梯，沿路有許多土產屋和茶店，成為一個觀光景點。

## 注腳
1. 1 2 3 4 5 6 7 8 9 10 11 12  . 大山観光電鉄.   [2012-10-25]. （原始内容存档于2021-10-23） （日语）.
2. ↑  けいてつ協會『知られざる鉄道』JTB、1997、p.184
3. 1 2 3 4  “大山ケーブルカー、50年分のありがとう 新型車両は10月から”. 朝日新聞(朝日新聞社). (2015年5月18日)
4. 1 2 3 4 5  國土交通省鐵道局監修《平成18年度 鉄道要覧》電氣車研究會、鐵道圖書刊行會，2006年，p.184
5. 1 2 3 4  和久田康雄《私鉄史ハンドブック》電氣車研究會，1993年，p.81
6. ↑  今尾惠介《日本鉄道旅行地図帳》4號 關東2，新潮社，p.44
7. 1 2  1951年之運輸審議會許可「運輸省告示第36号」《官報》1951年3月3日（國立國會圖書館數碼化收藏）
8. 1 2  「鉄道免許状下付」《官報》1927年9月27日（國立國會圖書館數碼化收藏）
9. ↑  日本全国諸会社役員録。 第39回（國立國會圖書館數碼化收藏）
10. ↑  「地方鉄道運輸開始」《官報》1931年8月10日（國立國會圖書館數碼化收藏）距離取自官報。
11. 1 2  「鉄道免許取消」《官報》1937年9月18日（國立國會圖書館數碼化收藏）
12. ↑  岸田 (2015)指出是2月11日
13. 1 2 3 4 5  岸田法眼. . Yahoo!ニュース（個人）. 2015-06-01  [2015-06-05]. （原始内容存档于2015年6月2日） （日语）.
14. ↑  大山参りのケーブルカー 急停車、12人がけが《朝日新聞》1977年（昭和52年）3月14日朝刊，13版，23面
15. ↑  10月から全駅名が変更[]（日語） - Townnews伊勢原版，2008年9月12日號
16. 1 2  . 神奈川新聞. 2012-02-02  [2012-02-03] （日语）.[]
17. 1 2 3  長真一(2015年5月20日). “大山ケーブルカー:旧型車両が最終運行 9月末まで運休”. 毎日新聞 (毎日新聞社)
18. 1 2   (PDF) (新闻稿). 大山観光電鉄. 2015年1月29日  [2015年5月25日]. （原始内容 (PDF)存档于2015年5月24日） （日语）.
19. 1 2  倉持裕和. . 朝日新聞デジタル (朝日新聞社). 2015年10月2日  [2017年5月22日]. （原始内容存档于2015年10月3日） （日语）.
20. 1 2 3 4 5 6   (PDF) (新闻稿). 大山観光電鉄. 2015年3月24日  [2015年5月25日]. （原始内容 (PDF)存档于2015年5月13日） （日语）.
21. ↑  ポッポの丘案内 （页面存档备份，存于）（日語）
22. ↑  . 神奈川新聞 (神奈川新聞社). 2017年5月20日  [2017年5月22日]. （原始内容存档于2017年5月20日） （日语）.

## 外部連結
- 大山觀光電鐵 （页面存档备份，存于）（日語）